# Segunda Liga de 2010–11
Campeonato da segunda Divisão Portuguesa no ano 2010/2011.

## Equipas 2010/2011
Em 2010-2011, os clubes que participam na Liga Orangina são:
| Equipas             | Equipas              | Equipas                                       | Equipas                                |
| Equipa              | Cidade               | Estádio                                       | Época 2009-2010                        |
| ------------------- | -------------------- | --------------------------------------------- | -------------------------------------- |
| Arouca              | Arouca               | Estádio Municipal de Arouca                   | 1.º na II Divisão (1.º na Zona Centro) |
| Belenenses          | Lisboa               | Estádio do Restelo                            | 15.º na Liga Sagres                    |
| Desportivo das Aves | Vila das Aves        | Estádio do Clube Desportivo das Aves          | 9.º                                    |
| Estoril-Praia       | Estoril              | Estádio António Coimbra da Mota               | 11.º                                   |
| Fátima              | Fátima               | Estádio Municipal de Fátima                   | 8.º                                    |
| Feirense            | Santa Maria da Feira | Estádio Marcolino de Castro                   | 3.º                                    |
| Freamunde           | Freamunde            | Complexo Desportivo do SC Freamunde           | 12.º                                   |
| Gil Vicente         | Barcelos             | Estádio Cidade de Barcelos                    | 10.º                                   |
| Leixões             | Matosinhos           | Estádio do Mar                                | 16.º na Liga Sagres                    |
| Moreirense          | Moreira de Cónegos   | Estádio Comendador Joaquim de Almeida Freitas | 2.º na II Divisão (1.º na Zona Norte)  |
| Penafiel            | Penafiel             | Estádio Municipal 25 de Abril                 | 7.º                                    |
| Santa Clara         | Ponta Delgada        | Estádio de São Miguel                         | 4.º                                    |
| Sporting da Covilhã | Covilhã              | Complexo Desportivo da Covilhã                | 14.º                                   |
| Trofense            | Trofa                | Estádio do Clube Desportivo Trofense          | 6.º                                    |
| União Oliveirense   | Oliveira de Azeméis  | Estádio Carlos Osório                         | 5.º                                    |
| Varzim              | Póvoa de Varzim      | Estádio do Varzim Sport Club                  | 13.º                                   |

## Tabela Classificativa
|     | Equipa                 | Pts | J  | V  | E  | D  | GM | GS | +/- | Notas                                            |
| --- | ---------------------- | --- | -- | -- | -- | -- | -- | -- | --- | ------------------------------------------------ |
| 1.  | Gil Vicente FC (C) (P) | 58  | 30 | 15 | 10 | 5  | 55 | 38 | +17 | Subida à Primeira Liga por problemas financeiros |
| 2.  | CD Feirense (P)        | 55  | 30 | 17 | 4  | 9  | 41 | 31 | +10 | Subida à Primeira Liga por problemas financeiros |
| 3.  | CD Trofense            | 54  | 30 | 15 | 9  | 6  | 41 | 27 | +14 |                                                  |
| 4.  | União Oliveirense      | 45  | 30 | 12 | 9  | 9  | 35 | 35 | +1  |                                                  |
| 5.  | Arouca                 | 43  | 30 | 11 | 10 | 9  | 47 | 41 | +6  |                                                  |
| 6.  | Leixões                | 42  | 30 | 10 | 12 | 8  | 35 | 27 | +8  |                                                  |
| 7.  | Moreirense FC          | 40  | 30 | 10 | 10 | 10 | 36 | 41 | -5  |                                                  |
| 8.  | Desportivo das Aves    | 40  | 30 | 10 | 10 | 10 | 35 | 31 | +4  |                                                  |
| 9.  | Santa Clara            | 38  | 30 | 10 | 8  | 12 | 26 | 29 | -3  |                                                  |
| 10. | Estoril-Praia          | 38  | 30 | 9  | 11 | 10 | 36 | 31 | +5  |                                                  |
| 11. | Freamunde              | 37  | 30 | 8  | 13 | 9  | 37 | 39 | -2  |                                                  |
| 12. | Belenenses             | 35  | 30 | 8  | 11 | 11 | 33 | 36 | -3  |                                                  |
| 13. | Penafiel               | 33* | 30 | 9  | 9  | 12 | 37 | 44 | -7  |                                                  |
| 14. | Sp. Covilhã            | 32  | 30 | 9  | 5  | 16 | 32 | 48 | -16 |                                                  |
| 15. | Varzim (D)             | 31  | 30 | 6  | 13 | 11 | 38 | 47 | -9  | Despromoção à II Divisão                         |
| 16. | Fátima (D)             | 23  | 30 | 5  | 8  | 17 | 29 | 49 | -20 | Despromoção à II Divisão                         |

Legenda:
- (C): campeão;
- (P): equipas promovidas à Primeira Liga
- (D): despromovido

FC Penafiel penalizado com a perda de três pontos

## Melhores Marcadores
| # | Jogador   | Clube      | Golos |
| 1 | Bock      | Freamunde  | 15    |
| 2 | Antchouet | Moreirense | 12    |
| 3 | Jéremie   | Arouca     | 11    |

## Ligações Externas
- LPFF